# اکانا باسادی، شراوانابلاگولا
اکانا باسادی، شراوانابلاگولا (به انگلیسی: Akkana Basadi, Shravanabelagola) یک منطقهٔ مسکونی در هند است که در کارناتاکا واقع شده‌است.